# Aesch (Zurique)
Aesch (até 2001: Aesch bei Birmensdorf) é uma comuna da Suíça, no Cantão Zurique, com cerca de 976 habitantes. Estende-se por uma área de 5,24 km², de densidade populacional de 186 hab/km². Confina com as seguintes comunas: Arni (AG), Birmensdorf, Bonstetten, Islisberg (AG), Oberwil-Lieli (AG), Wettswil am Albis.
A língua oficial nesta comuna é o Alemão.